# LPGA Tour 1964
Navigation
Édition précédente Édition suivante
Le LPGA Tour 1964 est la quinzième édition du Ladies Professional Golf Association Tour (LPGA), circuit professionnel féminin de golf, qui se déroule du 19 mars 1964 au 22 novembre 1964 exclusivement aux États-Unis. Cette quinzième édition de ce circuit permet de proposer un certain nombre de tournois professionnels destinés aux femmes en dehors des compétitions amateurs. La volonté de la professionnalisation des golfeuses leur permet désormais de gagner de l'argent en jouant au golf.
Cette saison comporte trente-deux tournois, autant qu'en 1963, auxquels sont insérées des dotations financières en fonction du résultat de la golfeuse. Quatre de ces tournois sont considérés comme « tournoi majeur » -  le Western Open, le Championnat Titleholders, l'Open américain et le Championnat LPGA - et sont considérés comme les plus prestigieux et difficiles à remporter.
L'Américaine Mickey Wright gagne pour la quatrième fois d'affilée le classement des gains, après l'édition 1961, 1962 et 1963, avec 29 800 $ en remportant onze victoires dont un tournoi majeur : l'Open américain. Les trois autres tournois majeurs sont remportés par Carol Mann (Western Open), Marilynn Smith (Championnat Titleholders) et Mary Mills (Championnat LPGA). Enfin, le « Trophée Vare », créé en 1953, récompensant la golfeuse ayant la moyenne de score la plus basse de la saison est également remporté par Mickey Wright pour la cinquième fois après l'édition 1960, 1961, 1962 et 1963.

## Histoire
Pour l'organisation de cette quinzième édition, tous les tournois se disputent aux États-Unis par des golfeuses principalement américaines professionnelles et amateures. Le calendrier établi fait débuter la saison pour la première fois directement par un tournoi majeur avec le Western Open en Floride remporté par Carol Mann. Au cours de cette saison, tous les tournois ont été remportés par des golfeuses américaines professionnelles.
Avec onze tournois remportés, l'Américaine Mickey Wright termine première au tableau des gains avec 31 269 $ pour la quatrième fois fois de sa carrière après les éditions 1961, 1962 et 1963. Parmi ses onze titres, il s'y trouve un tournoi majeur : l'Open américain. Les trois autres tournois majeurs sont remportés par Carol Mann (Western Open), Marilynn Smith (Championnat Titleholders) et Mary Mills (Championnat LPGA).

## Participantes à la saison LPGA 1964
Les participantes ont deux statuts. Certaines sont devenues professionnelles, et pour certaines avant la création de ce circuit, mais de nombreuses amateures prennent également part aux tournois sans toutefois pouvoir recevoir le montant des gains en raison de leur statut.
| Participantes     | Participantes    | Participantes    | Participantes    | Participantes      |
| Professionnelles  | Professionnelles | Professionnelles | Professionnelles | Professionnelles   |
| ----------------- | ---------------- | ---------------- | ---------------- | ------------------ |
| Gloria Armstrong  | Patty Berg       | Andrea Cohn      | Kathy Cornelius  | Clifford Ann Creed |
| Shirley Englehorn | Mary Lena Faulk  | Marlene Hagge    | Patsy Hahn       | Beverly Hanson     |
| Sandra Haynie     | Ruth Jessen      | Judy Kimball     | Peggy Kirk Bell  | Murle Lindstrom    |
| Carol Mann        | Jo Ann Prentice  | Jackie Pung      | Betsy Rawls      | Barbara Romack     |
| Marilynn Smith    | Beth Stone       | Louise Suggs     | Judy Torluemke   | Kathy Whitworth    |
| Peggy Wilson      | Mickey Wright    |                  |                  |                    |
| Amateures         |                  |                  |                  |                    |
| Susan Lance       | Barbara McIntire | Susan O'Connor   | Nancy Roth       | Barbara White      |

## Calendrier de la saison 1964
L'édition 1964 se déroule du 19 mars 1964 au 22 novembre 1964. La tableau suivant présente tous les tournois programmés pour la saison 1964. Les chiffres entre parenthèses correspondent au nombre de victoires remportées au moment de la victoire de la golfeuse audit tournoi remporté. Il est à noter que tous les tournois considérés comme tournois majeurs sont reconnus comme victoires officielles au palmarès du LPGA et ajoutés au palmarès des golfeuses, même avant sa création en 1950. Les tournois majeurs sont indiqués en gras.
| Date       | Tournoi                                                        | Catégorie      | Dotation (US$) | Vainqueur individuelle |
| ---------- | -------------------------------------------------------------- | -------------- | -------------- | ---------------------- |
| 22/03/1964 | Western Open, Wisconsin                                        | Tournoi majeur | 7 500 $        | Carol Mann (1)         |
| 05/04/1964 | Open de St. Petersburg, Floride                                |                | 10 000 $       | Mary Lena Faulk (10)   |
| 12/04/1964 | Open de Baton Rouge, Louisiane                                 |                | 7 500 $        | Sandra Haynie (4)      |
| 19/04/1964 | Open de Peach Blossom, Caroline du Sud                         |                | 7 500 $        | Mickey Wright (53)     |
| 26/04/1964 | Championnat Titleholders, Géorgie                              | Tournoi majeur | 7 500 $        | Marilynn Smith (12)    |
| 03/05/1964 | Invitational de Clifford Ann Creed, Louisiane                  |                | 8 000 $        | Mickey Wright (54)     |
| 10/05/1964 | Invitational de Squirt, Missouri                               |                | 12 500 $       | Mickey Wright (55)     |
| 17/05/1964 | Open de Muskogee Civitan, Oklahoma                             |                | 8 000 $        | Mickey Wright (56)     |
| 24/05/1964 | Open de Dallas Civitan, Texas                                  |                | 13 500 $       | Betsy Rawls (47)       |
| 31/05/1964 | Open de Babe Zaharias, Texas                                   |                | 8 500 $        | Ruth Jessen (45)       |
| 14/06/1964 | Open de Carling, Maryland                                      |                | 10 000 $       | Clifford Ann Creed (1) |
| 21/06/1964 | Open de Carling Eastern, Massachusetts                         |                | 10 000 $       | Mickey Wright (57)     |
| 28/06/1964 | Open de Waldemar, New York                                     |                | 9 200 $        | Mickey Wright (58)     |
| 11/07/1964 | Open américain, Ohio                                           | Tournoi majeur | 9 900 $        | Mickey Wright (59)     |
| 19/07/1964 | Open de Yankee, Michigan                                       |                | 10 000 $       | Ruth Jessen (7)        |
| 26/07/1964 | Open de Cosmopolitan, Illinois                                 |                | 8 500 $        | Clifford Ann Creed (2) |
| 02/08/1964 | Open de Milwaukee Jaycee, Wisconsin                            |                | 12 500 $       | Mickey Wright (60)     |
| 09/08/1964 | Open de Waterloo, Iowa                                         |                | 8 500 $        | Shirley Englehorn (4)  |
| 16/08/1964 | Open d'Omaha Jaycee, Nebraska                                  |                | 9 000 $        | Ruth Jessen (7)        |
| 23/08/1964 | Albuquerque Pro-Am, Nouveau-Mexique                            |                | 9 000 $        | Marilynn Smith (13)    |
| 30/08/1964 | Open de Riverside, Utah                                        |                | 9 000 $        | Clifford Ann Creed (3) |
| 07/09/1964 | Open de Valhalla, Washington                                   |                | 10 000 $       | Betsy Rawls (48)       |
| 13/09/1964 | Open d'Eugene, Oregon                                          |                | 9 000 $        | Mary Mills (2)         |
| 27/09/1964 | Open de Visalia, Californie                                    |                | 10 000 $       | Mickey Wright (61)     |
| 04/10/1964 | Championnat LPGA, Nevada                                       | Tournoi majeur | 16 500 $       | Mary Mills (3)         |
| 11/10/1964 | Open d'Hillside House, Californie                              |                | 8 500 $        | Ruth Jessen (9)        |
| 18/09/1964 | Mickey Wright Invitational, Californie                         |                | 8 500 $        | Marlene Hagge (19)     |
| 25/10/1964 | Open de Phoenix Thunderbird, Arizona                           |                | 9 000 $        | Ruth Jessen (10)       |
| 01/11/1964 | Open de Las Cruces , Nouveau-Mexique                           |                | 8 500 $        | Sandra Haynie (5)      |
| 08/11/1964 | Open de Tall City, Texas                                       |                | 9 000 $        | Mickey Wright (62)     |
| 15/11/1964 | San Antonio Civitan, Texas                                     |                | 10 000 $       | Kathy Whitworth (11)   |
| 22/11/1964 | Invitational de Mary Mills Mississippi Gulf Coast, Mississippi |                | 17 000 $       | Mickey Wright (63)     |

## Classements saison 1964

### Tableau des gains («Money list»)
Le tableau ci-dessous est le classement des golfeuses par gains obtenus sur cette saison 1964. Le classement par gains est remporté par Mickey Wright avec 29 800 $ remportés.
| Cla. | Golfeuses     | Gains    | Victoires |
| ---- | ------------- | -------- | --------- |
| 1    | Mickey Wright | 29 800 $ | 11        |

### Trophée Vare («Vare Trophy»)
Le tableau ci-dessous est le classement des golfeuses par scores les plus bas sur cette saison 1964.
| Cla. | Golfeuses     | Moyenne |
| ---- | ------------- | ------- |
| 1    | Mickey Wright |         |